# Adam West (együttes)
Az Adam West amerikai pszichedelikus/hard rock együttes volt 1991-től 2008-ig. Nevüket a színészről kapták. Washington D.C.-ben alakultak.

## Tagok
Utolsó felállás
- Jake Starr – ének
- Steve – basszusgitár
- Jim Sciubba – dob
- Mario Trubiano – gitár

Korábbi tagok
- Dan-o Deckleman
- Ben Brower
- Steve Baise
- Tom Barrick
- Kevin Hoffman
- Johnny May
- Derrick Baranowsky
- James Marlowe
- Johnny Epiphone
- Bill Crandall
- Ray Wiley
- Andy Rapoport
- Phil Munds

## Diszkográfia
- Mondo Royale (1996)
- 13 de Luxe (1999)
- Right On! (2001)
- God's Gift to Women (2003)
- Power to the People (2005)
- ESP: Extra Sexual Perception (2008)